# Westeinde (Den Haag)
Het Westeinde is een van de oudste straten van Den Haag, gelegen in de buurt Kortenbos. Het was vroeger de invalsweg van het Westland en Loosduinen naar het oude centrum van Den Haag.

## Geschiedenis
In het begin van de 17de eeuw werd de grachtengordel om Den Haag aangelegd. Daarbinnen was bebouwing, aan de gracht stonden veel molens en buiten de grachten waren jachtgronden, landbouwgronden en stukken duin. Men moest, komend uit het westen, een ophaalbrug over om de West Singelsgracht over te steken en Den Haag in te gaan. Op een boog van die brug stond het wapen van Den Haag. Net binnen de gracht stonden ter weerszijde van het Westeinde de Heertjensmolen en de Zuidmolen, die beide koren vermaalden. De kade langs de West Singelsgracht heet Bij de Westermolens. Aan het Westeinde lagen enkele inmiddels lang verdwenen kloosters, waaronder het middeleeuwse Sint-Barbaraconvent en het Agnietenklooster, waarin vanaf 1576 het Burgerweeshuis was gevestigd. Nog steeds bestaand is het Sint-Vincentius Stadsklooster, dat zich 'pas' honderdvijftig jaar geleden (in 1861) vestigde.
Aan het einde van het Westeinde staat het Haags Medisch Centrum (voorheen Westeinde Ziekenhuis). Het oude gebouw van de voorganger van het HMC, het Heilige Joannes de Deo Ziekenhuis, staat nog steeds aan het Westeinde, in gebruik als kantoor. Aan het Westeinde, tegenover het HMC, staat sinds de jaren tachtig sociale woningbouw die tijdens de stadsvernieuwing werd gerealiseerd. Hier is het historische verloop van de rooilijnen en verkaveling verdwenen en de straat aanzienlijk verbreed, waardoor de oorspronkelijke straat zich niet goed meer laat herkennen.

## Historische gebouwen
Aan het Westeinde staan een paar bijzondere panden.
- Het Spaansche Hof en de Teresia van Avilakerk op Westeinde 12. Het Spaansche Hof werd in 1469 gebouwd, aan de binnenplaats ligt de kerk, die in 1841 werd gebouwd. Het werd bewoond door Johan de Wit en in de 20ste eeuw was het de residentie van de Spaanse en later Britse ambassadeur (1862 en 1981). Nadat een Britse ambassadeur er werd neergeschoten, verhuisde de residentie naar het Plein 1813 en werd de Spaansche Hof tot 1998 gebruikt door veilinghuis Glerum. Sindsdien is het een party-centrum.
- Tegenover het Spaansche Hof is het voormalige Burgerweeshuis en Fundatie van Renswoude. Er wonen nu studenten in de panden van de Fundatie en in het Burgerweeshuis zijn nu koopappartementen gerealiseerd.
- Naast het Spaansche Hof was de wijnhandel en distilleerderij van de firma J. Zondag. Het pand is uit 1835 en werd in 1915 verbouwd.
- Op Westeinde 22 bevond zich in de 16e eeuw de bakkerij "in de gloeiende oven". Het huidige pand bestond oorspronkelijk uit twee afzonderlijke percelen, die pas in 1848 werden samengevoegd tot één gebouw. In 1960 werd op deze locatie Galerie Nouvelles Images opgericht door Ton Berends. Deze galerie, die tot 2018 op dit adres gevestigd was, groeide uit tot een van de langst bestaande Nederlandse galeries voor hedendaagse kunst[1]. Tegenwoordig is aan de straatzijde van het pand N_W Art Gallery gevestigd.
- Op Westeinde 40/42 zat sinds de zeventiende eeuw de Gemeentelijke Kredietbank, toen nog Stadsbank van Lening. De panden, rijksmonumenten, stonden te boek als 18e-eeuws. Bij onderzoek in 2015 bleek echter dat er delen aanwezig zijn van het voormalige Sint-Barbaraconvent, dat in 1480 op deze plek werd gebouwd. De aangetroffen kap en een moerbalk bleken te dateren op het jaar 1486. Daarmee behoren de panden tot de oudste in Den Haag.[2]
- Op nummer 65 was voorheen de School der Ned. Herv. Gemeente.
- Het Stadsklooster op Westeinde 101. Sinds 1861 werken hier de Sint-Vincentiusvereniging 's-Gravenhage en de Broeders van Maastricht samen.

Galerij

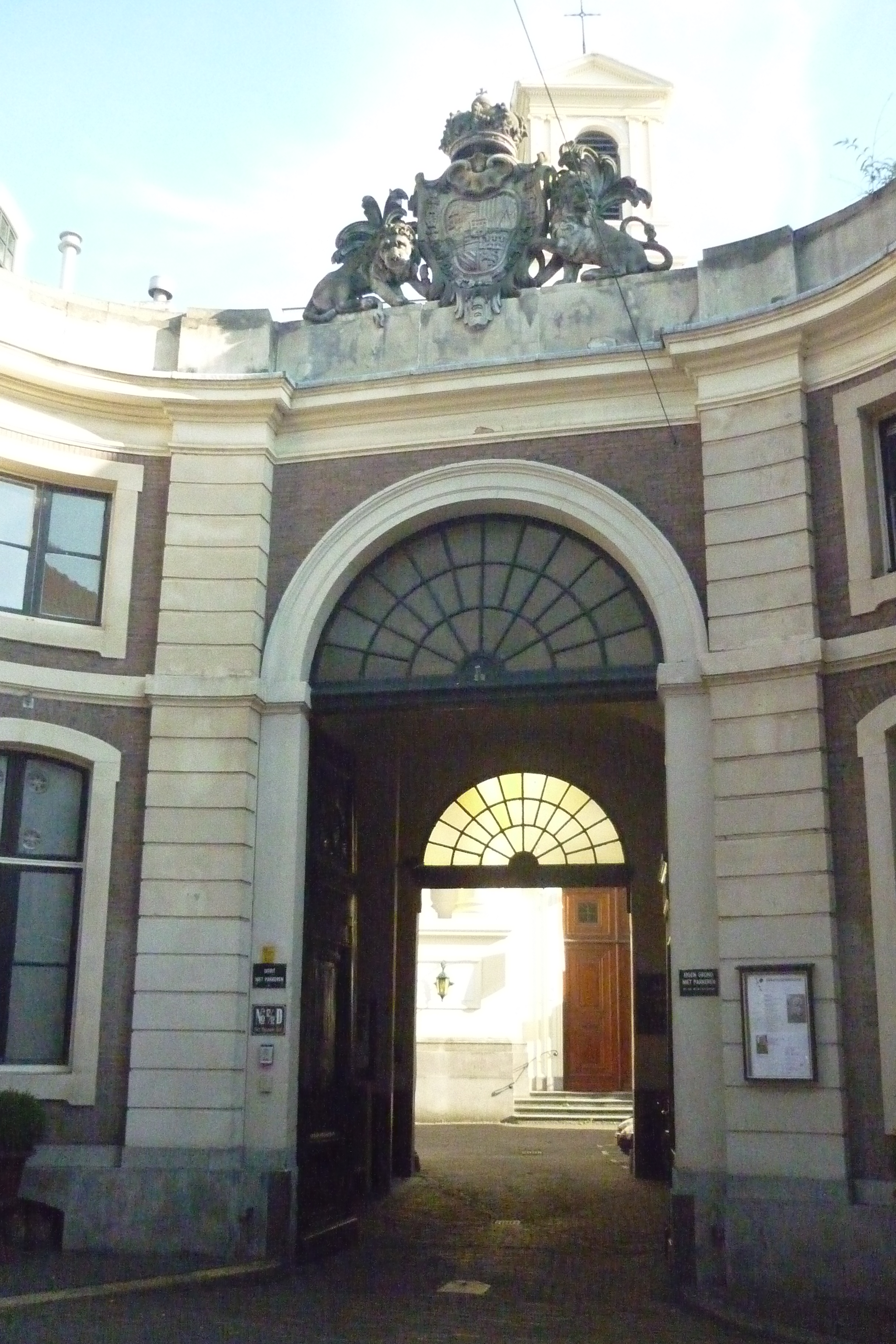
Het Spaansche Hof
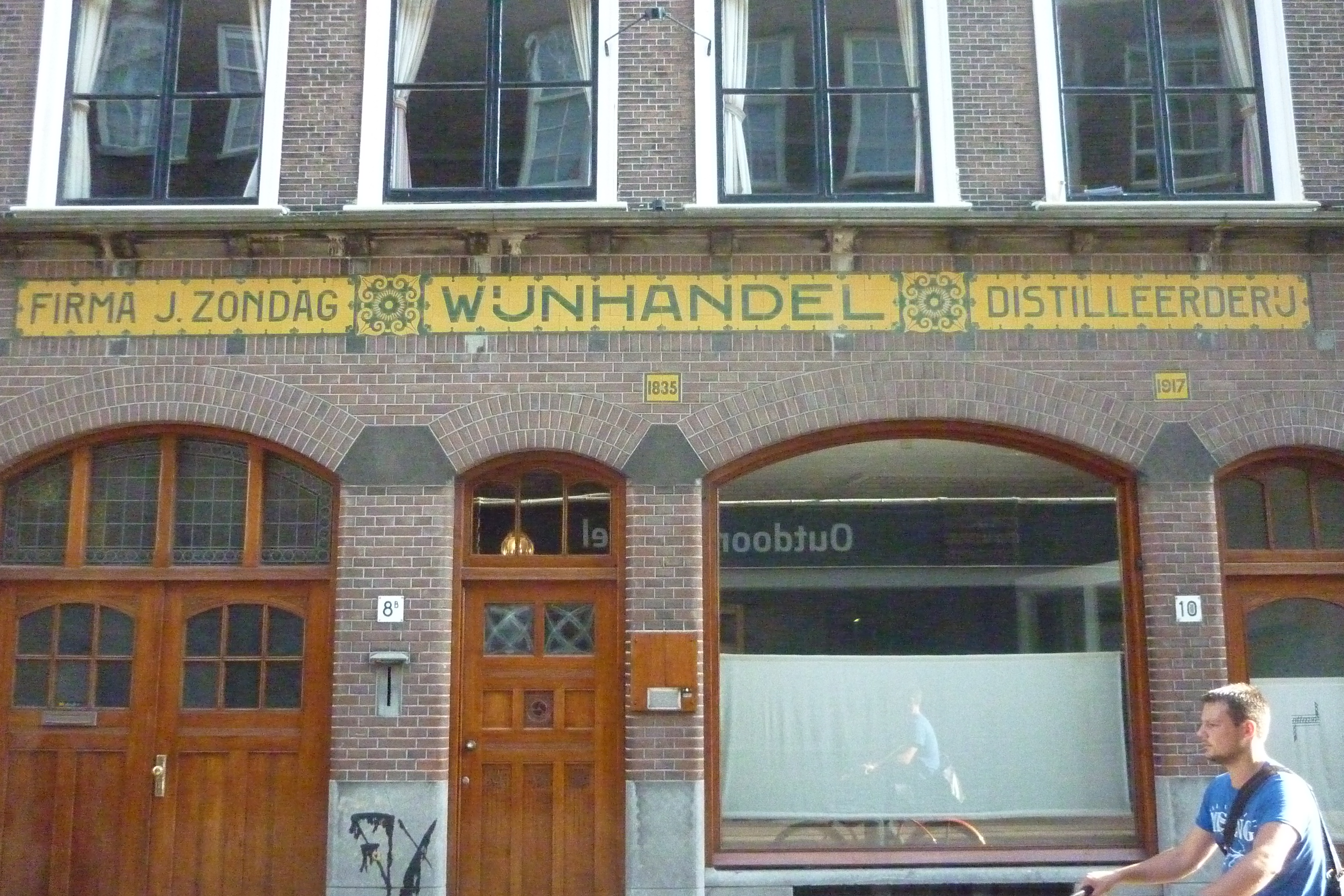
Wijnhandel J. Zondag
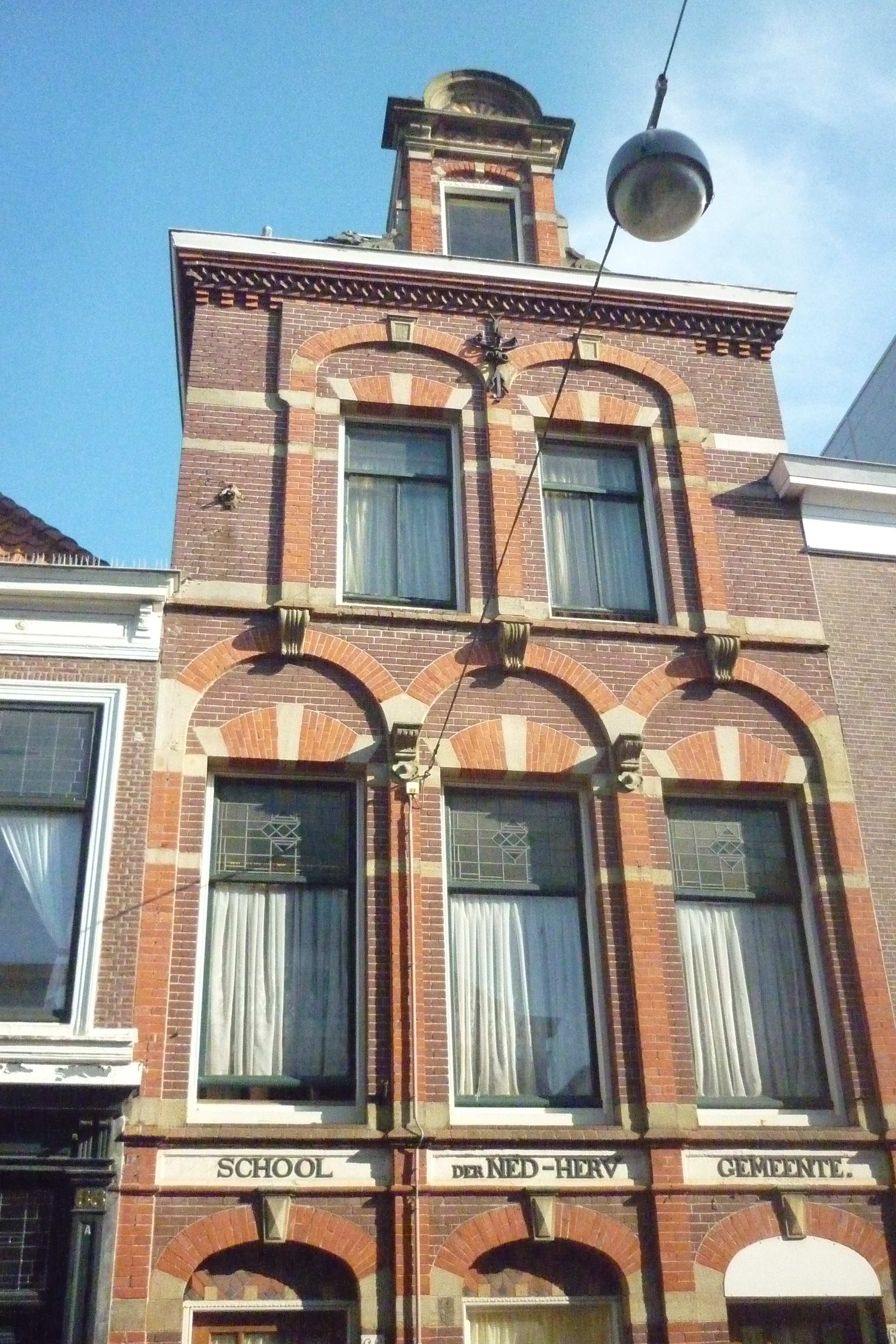
School der Ned.-Herv. Gemeente
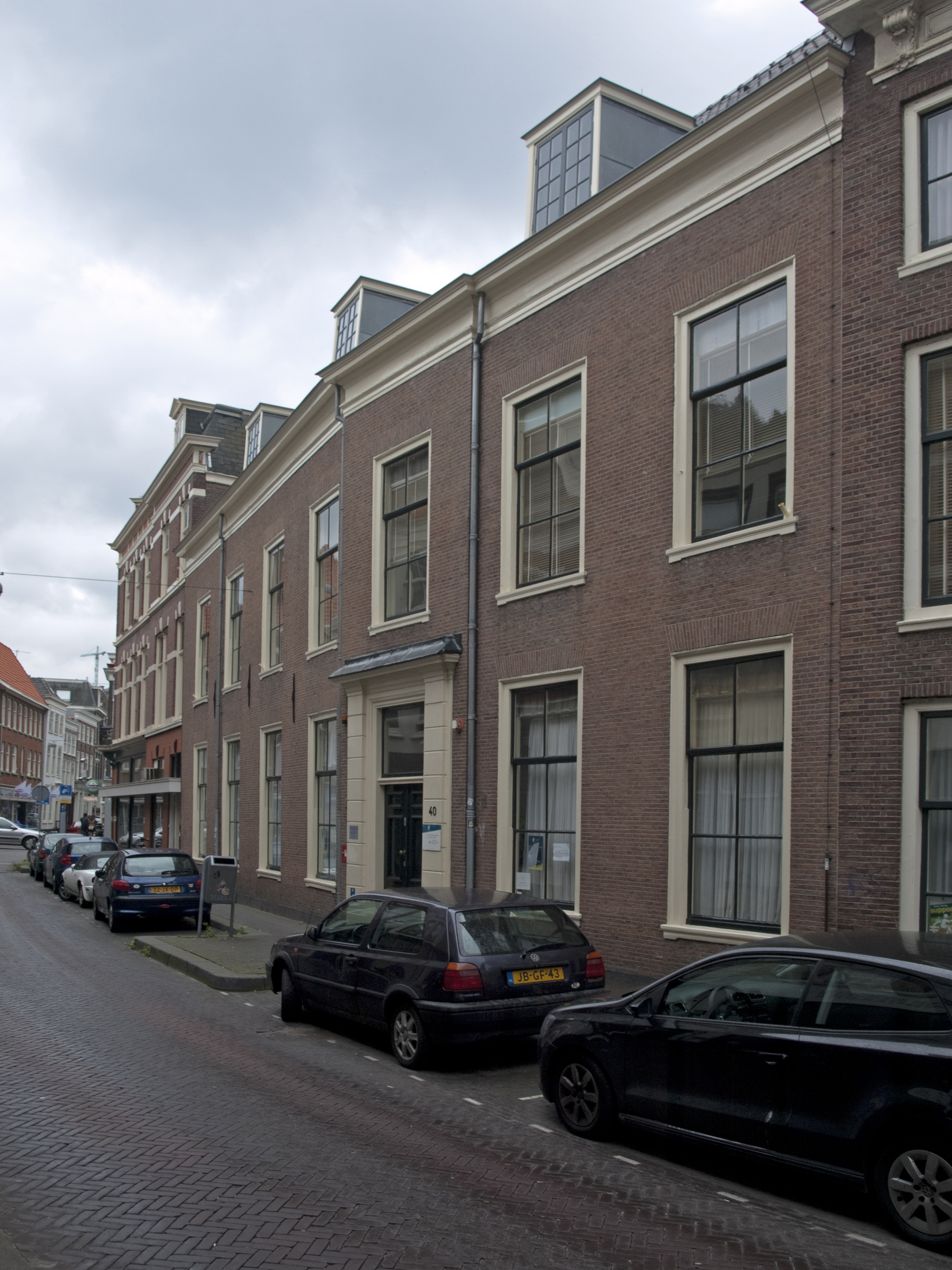
Westeinde 40
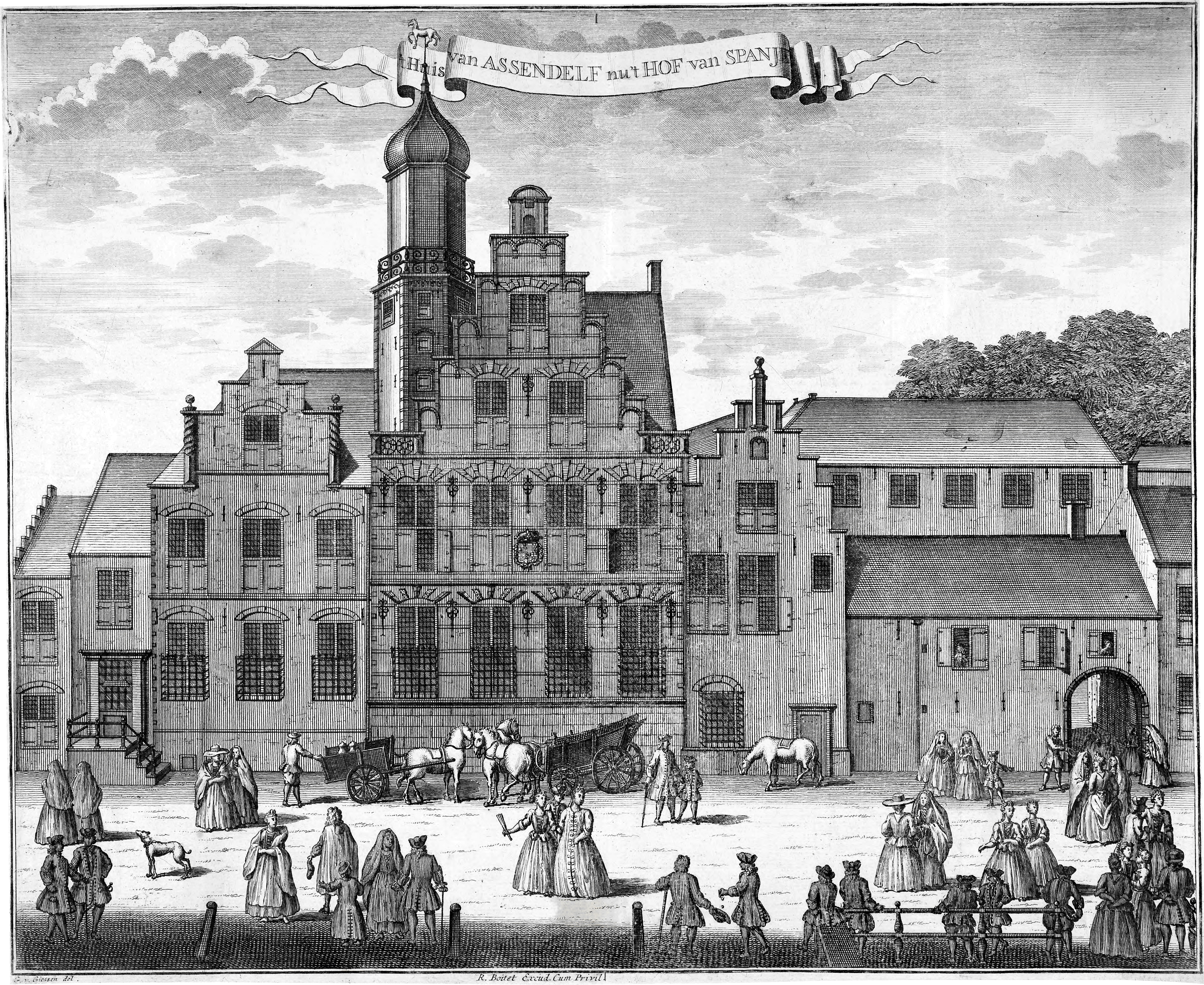
't Huis van Assendelf nu 't Hof van Spanje. Gerrit van Giessen; circa 1730.
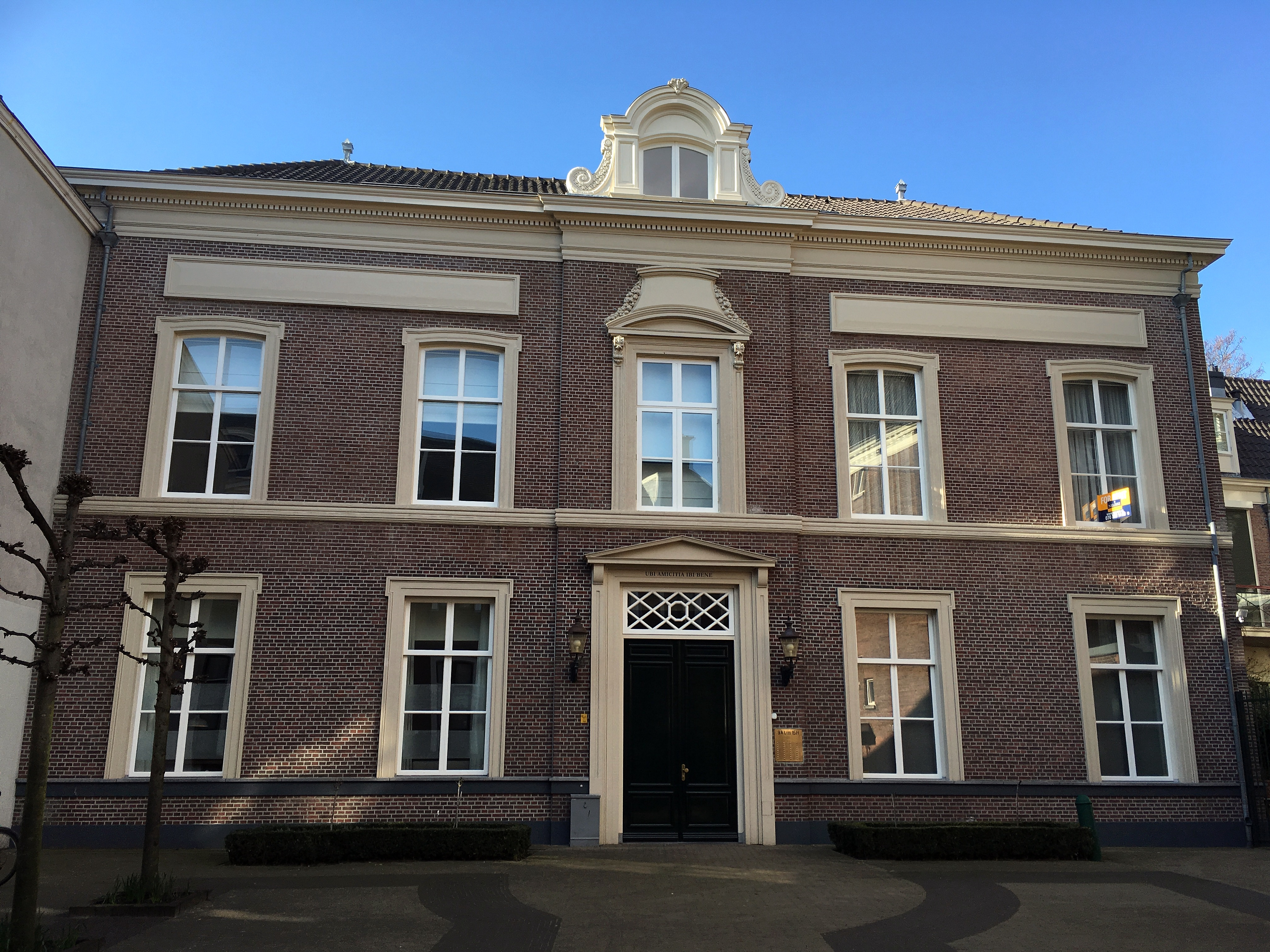
Burgerweeshuis en Fundatie van Renswoude
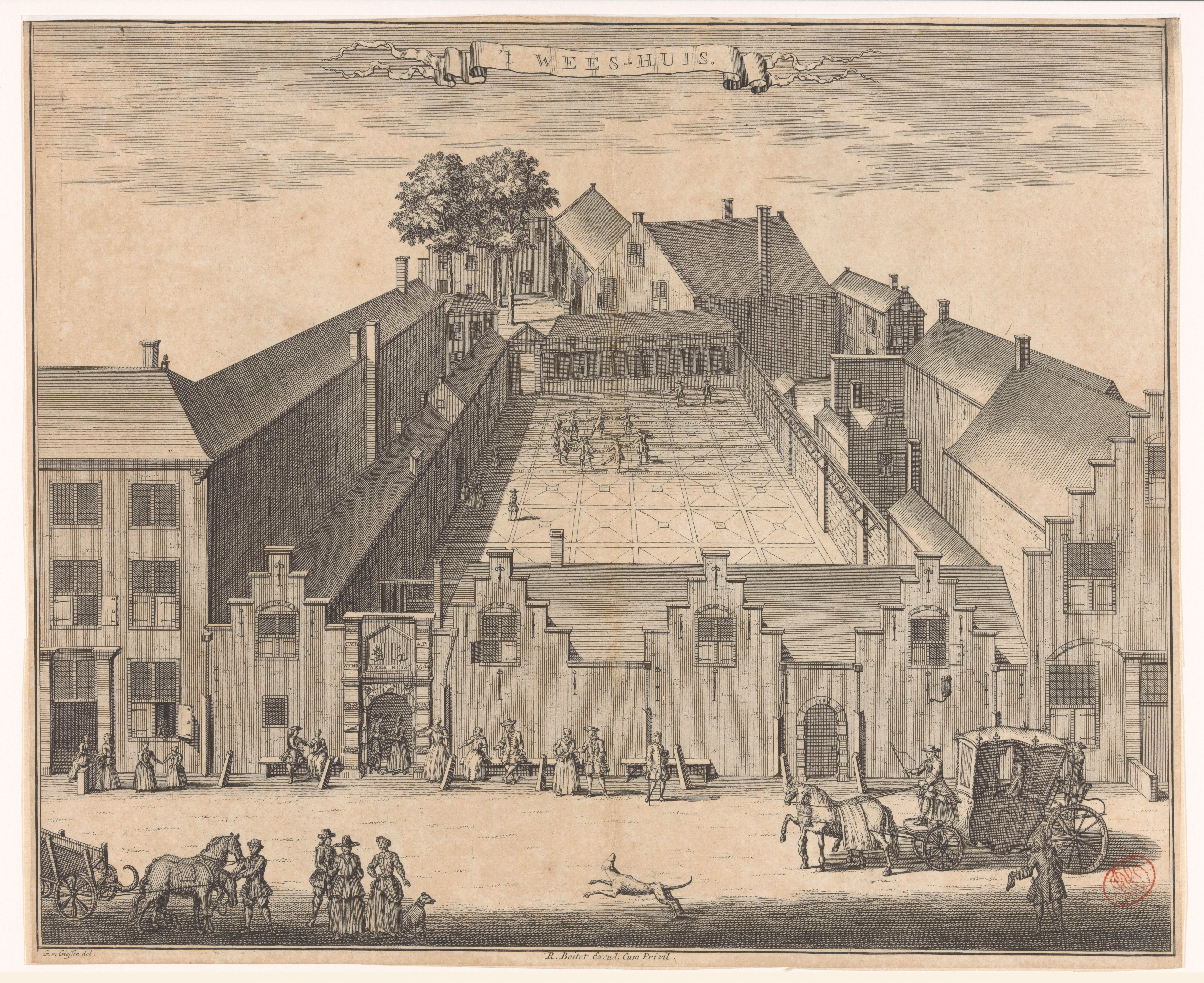
Burgerweeshuis, sinds 1576 gevestigd in het voormalige Agnietenklooster aan het Westeinde.
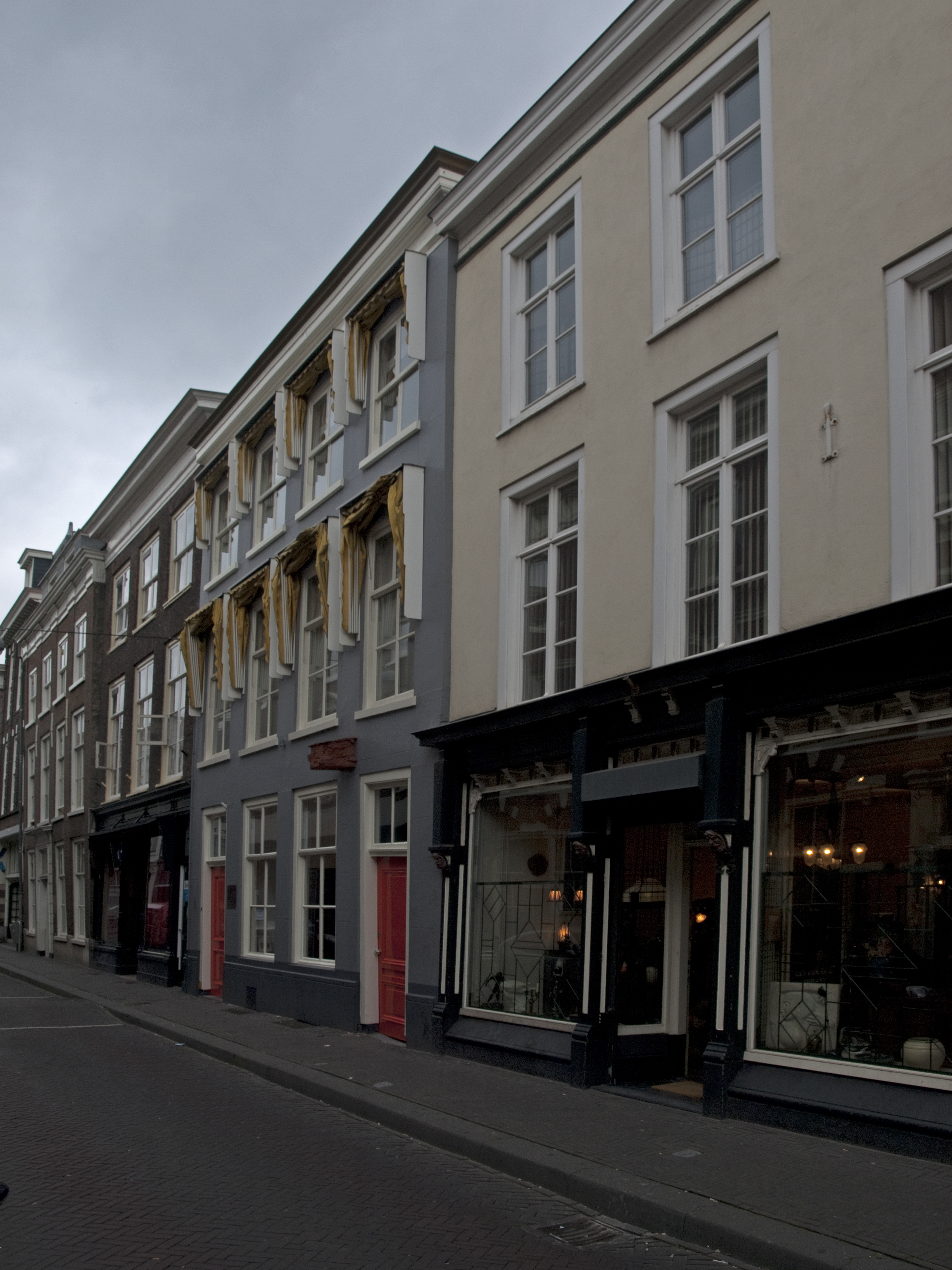
Westeinde 27-29.

## Tram en bus
In 1880 ging er een paardentramlijn (Lijn D / de rood/geel/rode lijn) rijden over het Westeinde. Deze reed dóór het Binnenhof over het Plein naar Station Rhijnspoor. De straat was toen nog verdeeld in het Lage Westeinde (van de Loosduinsebrug tot aan de Assendelftstraat) en het Hooge Westeinde (tussen de Assendelftstraat en de Riviervischmarkt). Deze krappe route door deze belangrijke straat was noodzakelijk omdat er nog geen bredere straten waren.
Alternatieve straten waren ongeveer net zo smal; zo reed tramlijn 10 later door de Bleekerslaan en Warmoezierstraat. De Lijnbaan was toen ook nog smal, en daar reed de Westlandse stoomtram al. Gedeeltelijk was er zelfs dubbelspoor op het Lage Westeinde.
In 1907 werd de paardentram geëlektrificeerd en kreeg het lijnnummer 4. Deze elektrische tramlijn reed tot 1924 verder dóór het Binnenhof. In 1919 verdween lijn 4 van het Westeinde en werd vervangen door (de derde) tramlijn 13. In 1926 werd deze lijn 13 opgeheven en verdween de tram uit het Westeinde.
Dat er vanaf 1926 (in beide richtingen) geen trams meer reden hield nog niet in dat het minder druk werd. Want nu gingen er bussen in beide richtingen rijden door die krappe straat. Dit was vanaf 1 januari 1927 buslijn K, één van de eerste HTM-buslijnen. In mei 1928 werd deze lijn alweer opgeheven, en vervangen door de tramlijnen 20 en 21, die echter niet over het Westeinde reden. Sindsdien hebben er geen trams of bussen meer over het Westeinde gereden.